# 狮峰寺
26°59′18″N 119°46′30″E / 26.98833°N 119.77500°E
狮峰寺位于中国福建省福安市溪柄镇柏柱洋村狮子峰山麓，2006年被列为第六批全国重点文物保护单位。
狮峰寺始建于唐景福元年（892年），明永乐年间迁建现址，正德年间敕名“广化禅林”。寺坐西朝东，现存牌楼、放生池、山门、弥勒殿、大雄宝殿、般若堂、斋堂、圆通堂等建筑。主体建筑大雄宝殿建于明万历四十年（1612年），面阔进深各三间，重檐歇山顶。
1933年，中共闽东地方组织建立群众性武装“红带会”，狮峰寺曾作为会址。